# Jacinto Ela
Jacinto Ela Eyene znany również jako Jacinto Ela (2 maja 1982 w Malabo) – piłkarz pochodzący z Gwinei Równikowej. Mierzy 175 cm wzrostu. Występuje na pozycji napastnika. Obecnie jest zawodnikiem hiszpańskiego czwartoligowca AD Fundación Logroñés. Ela jest pierwszym zawodnikiem z Gwinei Równikowej, który wystąpił w meczu ligi angielskiej.